# 石村近江

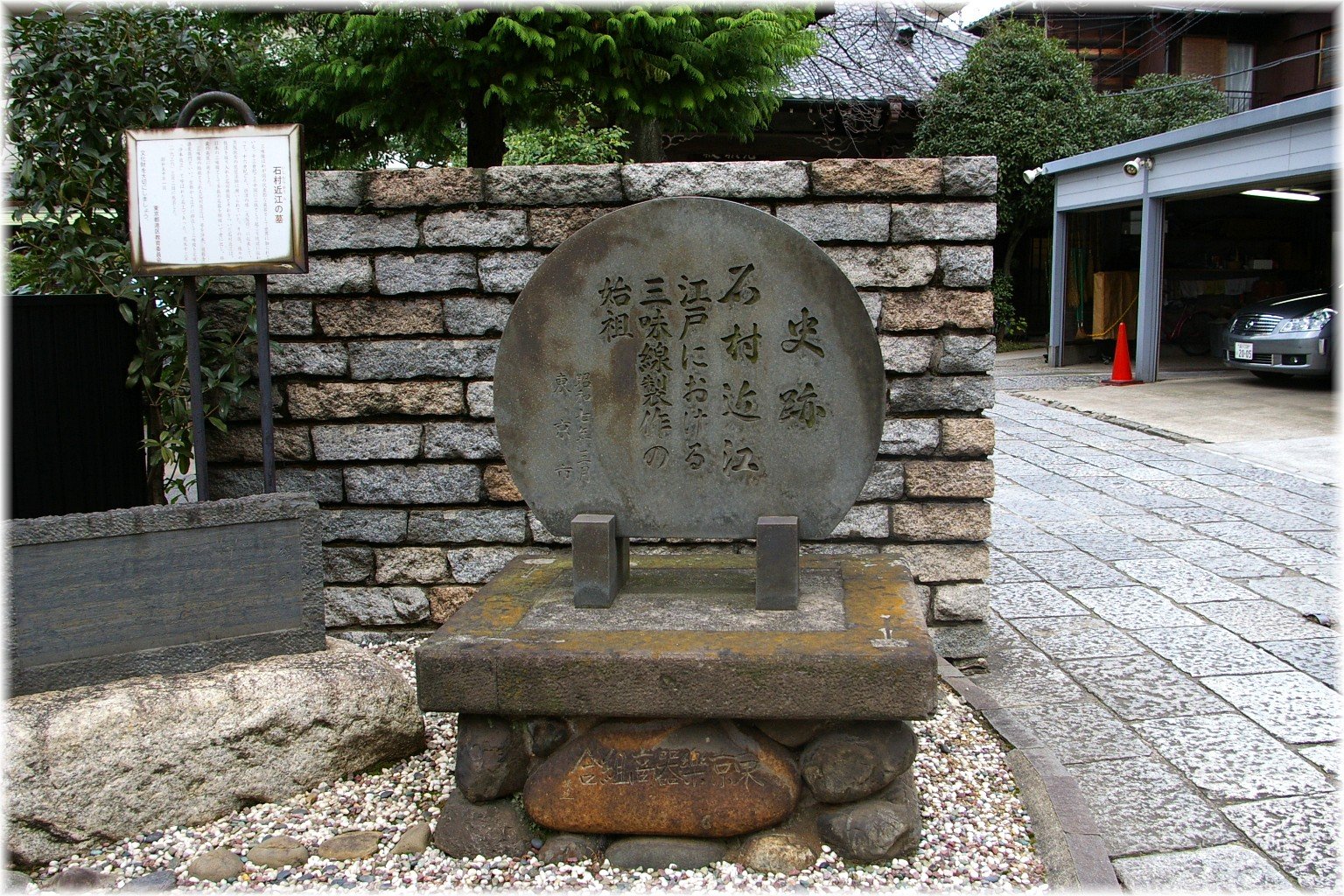
大信寺
史跡　石村近江

石村 近江（いしむら おうみ）は、江戸時代の三味線製作者。名工として知られる人物を輩出した。2世が京都から江戸へ下り、11世が亡くなるまで続いた。初期に製作された三味線は特に「古近江」と呼ばれる。
墓所は東京都港区三田四丁目の大信寺。

## 歴代の近江
- 初世 近江（生没年不詳）通称、源三、源佐、源左。
- 2世 近江（生年不詳 - 1636年2月2日）通称、源左衛門。
- 3世 近江（生年不詳 - 1657年）2世の子。名、忠義。通称、源左衛門。
- 4世 近江（生年不詳 - 1696年1月27日）3世の子。名、忠政。号、浄心。
- 5世 近江（生没年不詳）4世の子。名、忠次。号、性真。
- 6世 近江（生年不詳 - 1716年1月9日）5世の子。名、忠貞。号、本立。
- 7世 近江（生年不詳 - 1715年2月16日）6世の弟子。名、宗忠。号、相流。
- 8世 近江（生年不詳 - 1785年2月18日）6世の子。名、忠睦。号、倫超。通称、善五郎。
- 9世 近江（生年不詳 - 1787年1月22日）8世の弟子。名、忠豊。号、春峰、孤雲。通称、太兵衛。
- 10世 近江（生年不詳 - 1804年8月19日）号、月峰。
- 11世 近江（生年不詳 - 1865年5月21日）号、琴誉、秀本。